# محمد خلفان (لاعب كرة قدم مواليد 1998)
محمد خلفان زايد الحراصي (مواليد 28 أغسطس 1998, لاعب كرة قدم إماراتي يجيد اللعب في الجناح مع نادي دبا الحصن الإماراتي .

## الحياة الشخصية
هو شقيق كل من خالد خلفان وعيسى خلفان.

## مسيرة اللاعب
لعب في نادي العين ونادي البطائح ونادي خورفكان ونادي دبا الحصن.

## روابط خارجية
- محمد خلفان الحراصي على موقع Soccerway.com (الإنجليزية)